# Mordellistena singularis
Mordellistena singularis är en skalbaggsart som beskrevs av Smith 1882. Mordellistena singularis ingår i släktet Mordellistena och familjen tornbaggar. Inga underarter finns listade i Catalogue of Life.